# Podiplomska šola za javno upravo v Moskvi
Podiplomska šola za javno upravo v Moskvi (rusko Высшая школа государственного администрирования МГУ) je javna fakulteta, ki ponuja študij javno upravo in deluje v sklopu Moskovske državne univerze; ustanovljena je bila leta 2005.